# Vene digitale palmare
Venele digitale palmare (sau venele digitale volare) de pe fiecare deget sunt conectate la rețeaua venoasă dorsală a mâinii prin vene intercapitulare oblice.
Se disting venele digitale palmare adecvate, care sunt mai distale, și venele digitale palmare comune, care sunt mai proximale.